# Малярийные комары
Маляри́йные комары́, или ано́фелесы (лат. Anopheles, от др.-греч. ἀνωφελής — бесполезный, никчёмный, вредный) — род двукрылых насекомых, многие виды которого являются переносчиками паразитов человека — малярийных плазмодиев (около 10 видов), которые переносят одноимённое заболевание. Anopheles вместе с родами Bironella и Chagasia составляют подсемейство Anophelinae.

## Распространение

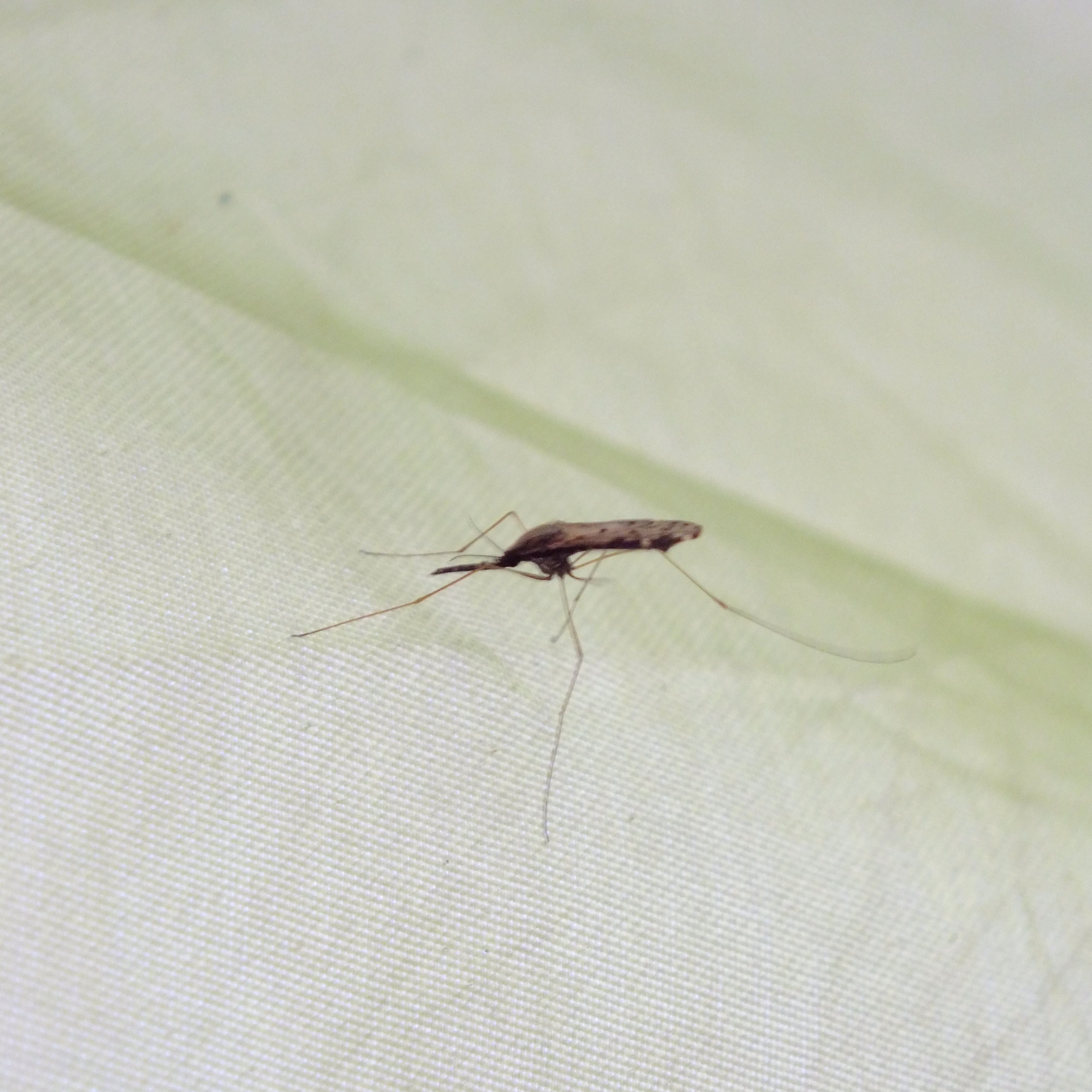
Малярийный комар с Нижнего Амура.

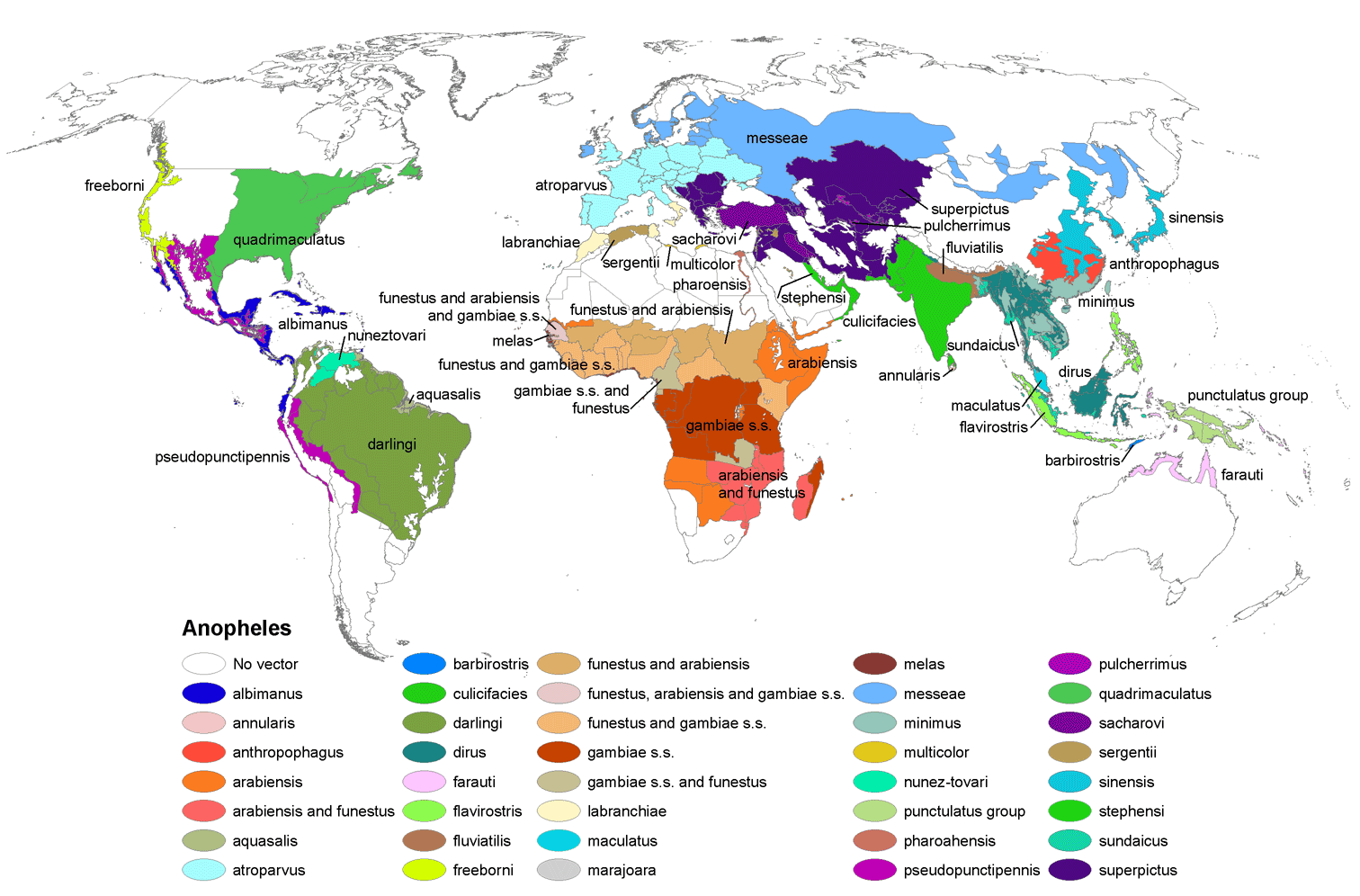
Карта распространения некоторых видов малярийных комаров

Распространены широко на всех континентах, кроме Антарктиды. Отсутствуют в пустынных областях и на Крайнем Севере (крайняя северная точка ареала — юг Карелии). В мировой фауне более 440 видов, в России и сопредельных странах — 10 видов. В России обитают практически на всей территории, исключая Крайний Север. В основном малярийные комары на территории России относятся к группе Anopheles maculipennis (Стегний, 1991). На Дальнем Востоке встречаются комары относящиеся к комплексу Anopheles claviger. Вид Anopheles messeae длительное время рассматривался как подвид голарктического вида Anopheles maculipennis.
Наиболее опасные, в отношении переноса малярии, виды (индийский вид An. stephensi, африканские комплексы видов Anopheles gambiae, и Anopheles funestus) обитают в тропических областях (см. карту).

## Систематика
По состоянию на 2004 год род делился на 6 подродов (7-й описан в 2005 году): космополитный Anopheles (189 видов), Cellia (239 видов, тропики Старого Света) и четыре неотропических подрода — Kerteszia (12 видов), Lophopodomyia (6), Nyssorhynchus (33), Stethomyia (5 видов). Известны два ископаемых вида из олигоценовых отложений (ФРГ, Anopheles rottensis) и из доминиканского янтаря (Anopheles dominicanus).

## Описание

### Имаго
Взрослые комары — стройные двукрылые с вытянутым телом, маленькой головой, длинным тонким хоботком, большей частью с длинными ногами. Крылья, покрытые вдоль жилок чешуйками, в покое складываются горизонтально поверх брюшка, налегая одно на другое. Тело хрупкое, механической прочностью не отличается.
Основные отличия малярийных комаров от «обычных»:
1. у малярийного комара задняя пара конечностей имеет бо́льшую длину, чем у кулексов, поэтому малярийный комар сидит, подняв зад и опустив голову, настоящие комары сидят ровно или немного опускают брюшко.
2. у малярийного комара пара усиков, расположенных рядом с ротовым аппаратом, имеет такую же длину, как и «жало»[уточнить], у настоящих комаров усики короткие.

### Личинки

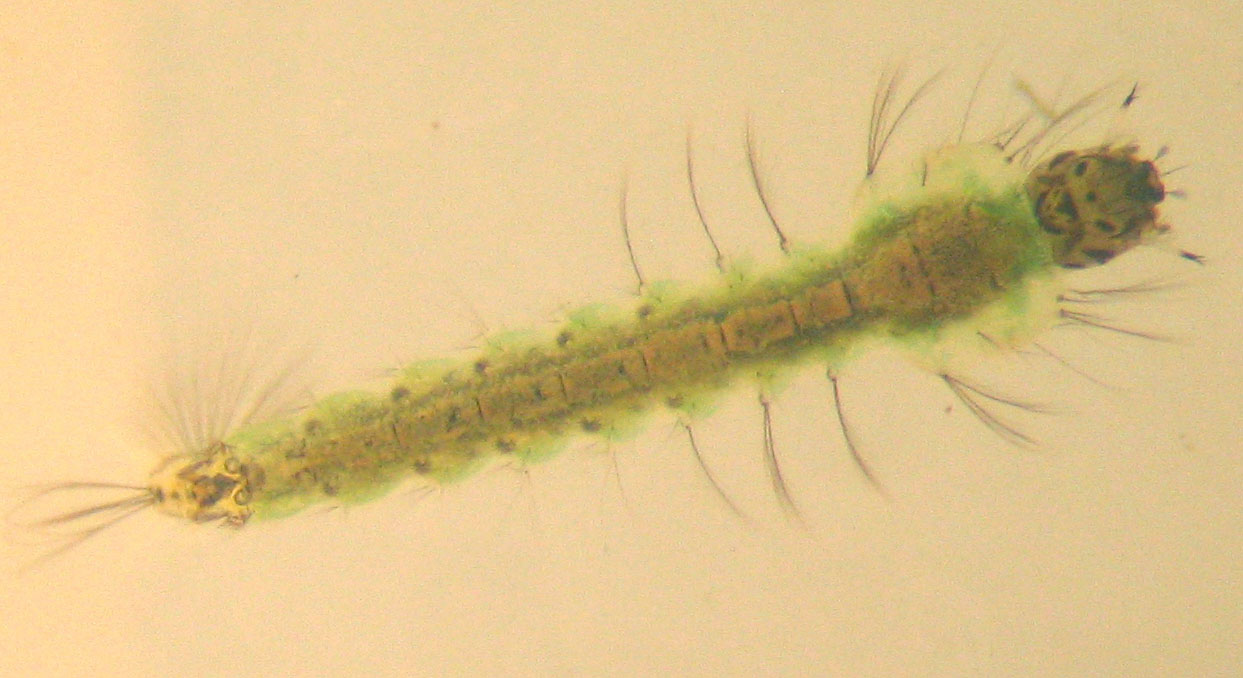
Личинка комара Anopheles (южная Германия), длина около 8 мм.

Личинки комаров имеют хорошо развитую голову с ротовыми щёточками, используемыми для питания, большую грудь и сегментированное брюшко. Ноги отсутствуют. В сравнении с другими комарами у личинок малярийных комаров отсутствует дыхательный сифон и поэтому личинки удерживают себя в воде параллельно поверхности воды. Дышат они при помощи дыхалец, расположенных на восьмом брюшном сегменте и поэтому должны периодически возвращаться к поверхности воды, чтобы вдохнуть воздуха.

### Куколки
Куколки в виде запятой, если смотреть сбоку. Голова и грудь слиты в головогрудь. Как и личинки, куколки должны периодически подниматься к поверхности воды, чтобы вдохнуть, но вдох делают при помощи дыхательных трубочек на головогруди.

## Развитие
Как и другие комары, малярийные проходят все те же стадии развития: яйцо, личинку, куколку и имаго (взрослый организм). Первые три стадии развиваются в воде различных водоёмов и длятся в совокупности 7—14 дней, в зависимости от вида и температуры окружающей среды. Длительность жизни имаго составляет до месяца в естественной среде, в неволе даже более, но в природе чаще не превышает одной-двух недель.
Самки разных видов откладывают 50—200 яиц. Яйца помещает по одному на поверхность воды. Они имеют свойство всплывать кверху любой из сторон. Неустойчивы к засухе. Личинки появляются в течение двух-трёх дней, однако в более холодных областях вылупление может задержаться до двух-трёх недель.
Развитие личинок состоит из четырёх этапов, или возрастов, в завершении которых они превращаются в куколок. В завершении каждого этапа личинка сбрасывает старую шкурку, или экзоскелет, то есть линяет, для того чтобы увеличиться в размерах.
В завершении развития в стадии куколки головогрудь трескается и разъединяется и появляется из неё взрослый комар.
Жизненный цикл комара связан с водоёмами, в которых самки откладывают яйца и происходит развитие личинок до стадии взрослого насекомого. Личинки относят к гипонейстону. Они прикрепляются спинной стороной тела к нижней поверхности плёнки разделяющей воду и воздух с помощью особых пальмовидных волосков. При питании личинка поворачивает голову на 180° и фильтрует микроскопический планктон с помощью фильтрующих вееров.
Оптимальная температура, нижний и верхний температурный предел развития личинок зависит от видового состава комаров. Так Anopheles maculipennis теплолюбивые насекомые и населяют хорошо освещённые и прогреваемые солнцем водоемы, нормальная жизнедеятельность личинок протекает при температурах между 10 и 35 °C. Оптимальная температура в пределах 25—30 °C. An. hyrcanus развитие личинок протекает в пределах 12—35 °C, оптимум 25—30 °C. Anopheles claviger выплод приурочен обычно к затенённым водоемам. Температурные пределы развития 7—21 °C, оптимальная 14—16 °C. Для An. pulcherrimus благоприятные водоемы со средними температурами 31—32 °C и максимальными 35—40 °C. 
В пищевом поведении комары используют термоцепцию. Хемоаттрактантами являются выделяемые микроорганизмами эпидермиса органические кислоты, прежде всего масляная.
Плазмодии, развиваясь в организме инфицированной мыши, стимулируют синтез аттрактантов.

## Генетика
Данные для вида Anopheles gambiae: кариотип — 6 хромосом (2n), общий размер генома — 0,27 пг (C value).